# NGC 5821
NGC 5821 (również PGC 53532 lub UGC 9648) – galaktyka spiralna (S?), znajdująca się w gwiazdozbiorze Wolarza. Odkrył ją William Herschel 24 kwietnia 1789 roku.